# John O'Hara
John Henry O'Hara (Pottsville, Pensilvania, 31 de enero de 1905-Princeton, Nueva Jersey, 11 de abril de 1970) fue un escritor estadounidense. Inicialmente, fue conocido como escritor de cuentos, aunque posteriormente escribió varias novelas exitosas tales como Cita en Samarra y BUtterfield 8.

## Biografía
Su padre murió cuando O'Hara tenía 19 años de edad, por lo que no pudo estudiar en la universidad que quería, la Universidad Yale, debido a su elevado coste. Asistió a la Universidad de Niágara en Lewiston (Nueva York). Posteriormente, trabajó como reportero para varios periódicos, antes de mudarse a la ciudad de Nueva York, en donde empezó a escribir cuentos para revistas. Asimismo, también trabajó como crítico de cine, presentador de radio y agente de prensa. Después de haber cimentado su reputación, se convirtió en columnista. Mientras todavía vivía en Pottsville, O'Hara daba cobertura a los partidos de los Pottsville Maroons para un periódico local. Llegó a ser conocido por sus cuentos, que a partir de 1928, fueron publicados en The New Yorker. Muchos de estos cuentos y sus novelas posteriores están ambientados en la ciudad de Gibbsville (Pensilvania), una versión ficticia de Pottsville.
En 1934, O'Hara publicó su primera novela, Appointment in Samarra, aclamada por la crítica inmediatamente después de su publicación. Muchos críticos la consideran la mejor novela de O'Hara. Ernest Hemingway escribió que "si usted desea leer un libro escrito por un hombre que sabe exactamente sobre lo que está escribiendo y lo ha escrito maravillosamente bien, lea Appointment in Samarra." El crítico Harold Bloom incluyó la novela como una de las obras del Canon Occidental.
Después del éxito de Appointment in Samarra, escribió varias novelas, incluyendo BUtterfield 8. Durante la Segunda Guerra Mundial fue corresponsal en el Pacífico. Después de la guerra, escribió varios guiones y novelas, incluyendo Ten North Frederick, que ganó el National Book Award en 1956.
Su novela epistolar de 1940, Pal Joey, fue adaptada en un musical de mismo nombre en 1940, con un libreto de O'Hara y música de Richard Rodgers y Lorenz Hart. La producción original fue protagonizada por Gene Kelly y Vivienne Segal. Asimismo, en 1957, la obra fue adaptada en la película homónima, protagonizada por Frank Sinatra y Rita Hayworth.
O'Hara murió de una enfermedad cardiovascular en Princeton (Nueva Jersey) y fue enterrado en el Princeton Cemetery.

## Obras

### Novelas
- The Second Ewings (1972)
- The Ewings (1970)
- Lovey Childs: A Philadelphian's Story (1969)
- The Instrument (1967)
- The Lockwood Concern (1965)
- Elizabeth Appleton (1963)
- The Big Laugh (1962)
- Ourselves to Know (1960)
- From the Terrace (1958)
- Ten North Frederick (1955)
- The Farmers Hotel (1951)
- A Rage to Live (1949)
- Pal Joey (1940)
- Hope of Heaven (1938)
- BUtterfield 8 (1935)
- Appointment in Samarra (1934)

### Libros de cuentos
- Good Samaritan and Other Stories (1974)
- The Time Element and Other Stories (1972)
- And Other Stories (1968)
- Waiting for Winter (1966)
- The Horse Knows the Way (1964)
- The Hat on the Bed (1963)
- The Cape Cod Lighter (1962)
- Assembly (1961)
- Sermons and Soda Water: A Trilogy of Three Novellas (1960)
- Hellbox (1947)
- Pipe Night (1945)
- Graven Image (1943)
- Files on Parade (1939)
- The Doctor’s Son and Other Stories (1935)

### Guiones
- Moontide (1942)
- He Married His Wife (1940)

### Obras de teatro
- Five Plays (1961)
  - The Farmers Hotel
  - The Searching Sun
  - The Champagne Pool
  - Veronique
  - The Way It Was

### No ficción
- Letters (1978)
- My Turn (1966)
- Sweet and Sour (1954)